# Чухлеба, Олег Николаевич
Олег Николаевич Чухлеба (род. 5 ноября 1967, Петропавловск) — советский, казахстанский и российский футболист, защитник, полузащитник. Старший брат Юрия Чухлебы.

## Биография
Воспитанник петропавловского футбола. Карьеру начал в местном «Авангарде» — в 1984 году сыграл 7 матчей во второй лиге. Следующие три года отыграл в команде в первенстве КФК. В 1990 году сыграл 31 игру, забил 6 голов за команду, переименованную в «Металлист», во второй низшей лиге. В конце 1990 года перешёл в главную казахстанскую команду — «Кайрат» Алма-Ата, за которую в первой лиге сыграл 42 матча, забил 3 мяча в 1990—1991 годах.
После распада СССР в 1992—1993 годах играл в высшей лиге Украины за «Зарю-МАЛС» и «Днепр». В 1994 году перешёл в клуб российской высшей лиги «Лада» Тольятти. По итогам сезона команда выбыла в первую лигу, из которой сразу же поднялась обратно. После первого круга чемпионата 1996 Чухлеба был на просмотре в «Ростсельмаше», после чего вернулся в «Ладу». В начале августа перешёл в нижегородский «Локомотив», но проведя за команду всего 15 минут в матче против ЦСКА из-за полученной раннее травмы, ушёл из коллектива.
В 1997 году переехал на постоянное место жительства в Калининград, но стал играть в чемпионате Казахстана — за «Елимай» Семипалатинск (1997—1998, 2001), «Аксесс-Есиль»/«Есиль-Богатырь» (1999, 2002—2003). В 2000 году играл за «Волну» Калининград, выступавшую в первенстве Литвы. После завершения профессиональной карьеры в 2003 году играл в составе калининградского «Немана» на первенстве области, стал работать в таможне.